# Буферные растворы Гуда
Good’s buffers (буферные растворы Гуда) — двадцать буферных растворов, выбранных и описанных Норманом Гудом с соавторами в 1966 — 1980 годах. Большая часть из этих буферов представляли собой новые цвиттерионные соединения, приготовленные и протестированные Гудом и его коллегами, однако, некоторые (MES, ADA, BES, бицин) были до того момента известны, но не попадали в поле зрения биологов.

## Критерии выбора
Для приготовления буферных растворов Гуд отбирал вещества по нескольким критериям, значимым для биологических исследований.
1. pKa. Так как биохимические реакции протекают как правило в нейтральной или слабощелочной среде, идеальный буферный раствор должен иметь pKa в данном диапазоне, для того, чтобы буферный раствор обладал максимальной буферной емкостью.
2. Растворимость. В биохимии используются водные растворы биологически активных веществ. Компоненты буферов должны быть легко растворимы в воде. Низкая растворимость в неполярных растворителях (жирах, органических веществах) также является преимуществом, так как в таком буфере не будут растворяться неполярные компоненты — например, клеточные мембраны.
3. Мембранопроницаемость. Буферный раствор не должен проходить через клеточные мембраны.
4. Солевые эффекты. Буферный раствор должен иметь минимальные солевые эффекты, буферы с повышенной ионной силой могут обладать недостатками при использовании в живых системах.
5. Влияние на диссоциацию. На диссоциацию буфера должны оказывать минимальное влияние концентрация, температура, ионный состав среды.
6. Взаимодействие с катионами. В случае, если буфер образует комплексы с катионными лигандами, они должны быть растворимыми. В идеале компоненты буфера, не должны образовывать комплексы.
7. Химическая стабильность. Буферы должны быть химически стабильными, не подвергаться расщеплению ферментами и другими веществами.
8. Инертность. Буферы не должны оказывать влияние или участвовать в каких-либо биохимических реакциях.
9. Оптическое поглощение. Буферы не должны поглощать видимый или ультрафиолетовый свет, с длиной волны больше 230 нанометров.
10. Простота приготовления. Буферы должны просто синтезироваться из недорогих субстратов и легко очищаться.

## Буферные растворы
В таблице приведены буферные растворы, описанные Гудом с соавторами.
| Буферный раствор | Величина pKa при 20 °C | ΔpKa/°C | Растворимость в воде при 0oC |
| ---------------- | ---------------------- | ------- | ---------------------------- |
| MES              | 6.15                   | -0.011  | 0.65M                        |
| Bis-tris methane | 6.60                   |         | M                            |
| ADA              | 6.62                   | -0.011  | -                            |
| ACES             | 6.88                   | -0.020  | 0.22M                        |
| Bis-tris propane | 6.80                   |         | -                            |
| PIPES            | 6.82                   | -0.0085 | -                            |
| MOPSO            | 6.95                   | -0.015  | 0.75M                        |
| Холаминхлорид    | 7.10                   | -0.027  | 4.2M (As HCl)                |
| MOPS             | 7.15                   | -0.013  | 3.0M                         |
| BES              | 7.17                   | -0.016  | 3.2M                         |
| TES              | 7.5                    | -0.020  | 2.6M                         |
| HEPES            | 7.55                   | -0.014  | 2.25M                        |
| DIPSO            | 7.6                    | -0.015  | 0.24M                        |
| MOBS             | 7.6                    |         |                              |
| Ацетамидоглицин  | 7.7                    | -       | Очень высокая                |
| TAPSO            | 7.6                    | -0.018  | 1.0M                         |
| TEA              | 7.8                    |         |                              |
| POPSO            | 7.85                   | -0.013  | -                            |
| HEPPSO           | 7.9                    | -0.01   | 2.2M                         |
| EPS              | 8.0                    |         |                              |
| HEPPS            | 8.1                    | -0.015  | Высокая                      |
| Трицин           | 8.15                   | -0.021  | 0.8M                         |
| Трис             | 8.2                    |         |                              |
| Глицинамид       | 8.2                    | -0.029  | 6.4M (As HCl)                |
| Glycylglycine    | 8.2                    |         |                              |
| HEPBS            | 8.3                    |         |                              |
| Бицин            | 8.35                   | -0.018  | 1.1M                         |
| TAPS             | 8.55                   | -0.027  | Высокая                      |
| AMPB             | 8.8                    |         |                              |
| CHES             | 9.3                    |         |                              |
| AMP              | 9.7                    |         |                              |
| AMPSO            | 9.0                    |         |                              |
| CAPSO            | 9.6                    |         |                              |
| CAPS             | 10.4                   |         |                              |
| CABS             | 10.7                   |         |                              |